# Maryville (Missouri)
 For alternative betydninger, se Maryville. (Se også artikler, som begynder med Maryville)
Maryville er en by i Nodaway County, Missouri, USA. Byen har 11.972 indbyggere (2010). I byen finder man Northwest Missouri State University, Northwest Technical School og Missouri Academy of Science, Mathematics and Computing.

## Historie
Byen blev officielt anerkendt den 14. februar 1845 og er opkaldt efter Mrs. Mary Graham, som var gift med Amos Graham. Mary var den første kvinde med europæisk ophav, som boede i det område, som i dag kaldes Maryville.
40°20′43″N 94°52′16″V / 40.3453°N 94.8711°V